# Caspar Koch (Sänger)
Caspar (auch: Kaspar) Koch (* 24. November 1889 in Köln; † 4. Dezember 1952 ebenda) war ein deutscher Opernsänger (Tenor), der seine künstlerische Glanzzeit von 1917 bis 1928 hatte.

## Leben
Koch machte zunächst eine handwerkliche Ausbildung und studierte dann am Kölner Konservatorium Gesang, bis er zum Kriegsdienst eingezogen wurde. 1917 entlassen wurde er im selben Jahr von der Kölner Oper engagiert, wo er bis 1926 tätig war. 1927 bis 1928 arbeitete er an der Düsseldorfer Oper, trat 1927 jedoch auch bei den Wagner-Festspielen in Bayreuth auf. In Wagners Rheingold sang er dort die Rolle des Froh. 1928 wurde ihm außerdem von der Kroll-Oper in Berlin die Hauptrolle bei der Premiere von Igor Straviskys Oedipus Rex anvertraut. In den Folgejahren, bedingt durch die Weltwirtschaftskrise, zog er sich mehr und mehr von der Bühne zurück, hatte noch kleinere Auftritte als Unterhaltungssänger bei Festveranstaltungen und arbeitete ansonsten vorwiegend als Gesangslehrer in Köln, München und Berlin.
Einige seiner Gesangsstücke wurden 1922 und 1923 auf akustisch aufgenommenen Vox-Schallplatten veröffentlicht.
Koch starb 1952 im Alter von 63 Jahren in einem Kölner Krankenhaus. Er war verheiratet mit Elisabeth geborene Thelen. Das Paar hatte 1915 in einer Kriegstrauung in Brüssel geheiratet,